# Cantone di Rivière-Salée
Il cantone di Rivière-Salée è una divisione amministrativa situato nel dipartimento e regione della Martinica.

## Comuni
- Rivière-Salée